# 大別山脈

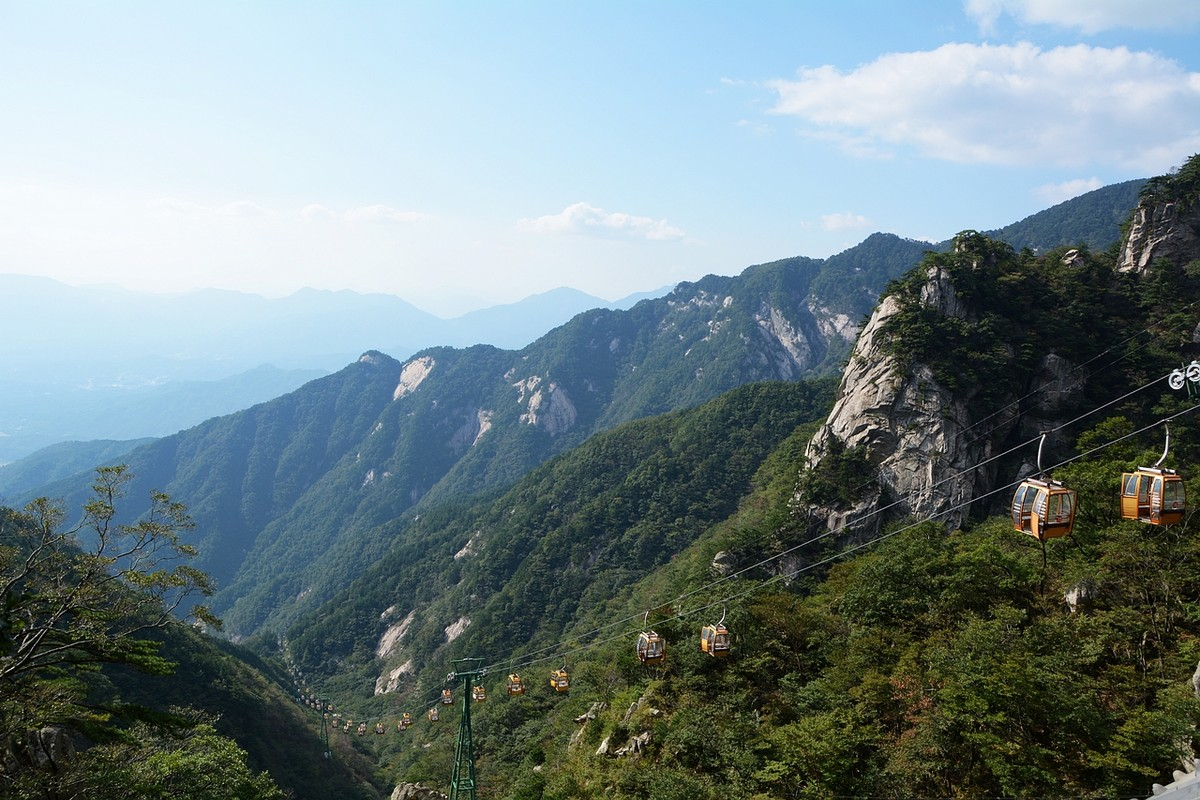
ロープウェイで天堂寨へ登る

大別山脈（だいべつさんみゃく、中国語: 大别山脉）は、中国中部に位置する山脈である。北西から南東に走り、淮河と長江の分水嶺となっており、湖北省（南）、河南省（北）、安徽省（東）の境界線でもある。湖北省黄岡市内の大別山はユネスコ世界ジオパークに指定されている。
大別山脈の西部は標高が300～400メートルと低いが、標高910メートルのピークがいくつかある。東部は標高が高く、平均して1,000メートル以上ある。最高峰は1,770メートルの天柱山で、他にも1,729.13メートルの天堂寨など、1,500メートルを超える山がいくつかある。この山脈は北中国のユーラシアプレートと揚子江プレートの衝突により形成した山脈で、大陸核は柘榴石・黒雲母・片麻岩とグリーンストーンベルトである。また、一帯の生物多様性も豊富であり、中国の7つの主要な遺伝子プールの1つである。
1920年代後半から1930年代前半にかけて、大別山脈は中国共産党の拠点であり、鄂豫皖ソビエト（湖北・河南・安徽の革命根拠地）の所在地であった。
現在、国家森林公園となっており、武漢市から北東へ210kmくらいである。また、国家AAAA級観光地、国家地質公園でもある。